# Gourde
Gourde (fransk), goud (kreolsk) er valutaen, som benyttes i Haiti. Den har ISO 4217-koden HTG og er delt ind i 100 centimes (fransk) eller santim (kreolsk). 

## Første Gourde, 1813 – 1870
Gourden blev indført i 1813, da den erstattede den haitiske livre. 

## Anden Gourde, 1870 – 1872
I 1870 blev gourden redenomineret, med et forhold på 10:1, og kun sedler blev udstedt for denne anden gourde. 

## Tredie Gourde, 1872 -
I 1872 blev gourden  revalueret, denne gang med et forhold på 300:1. 
De første år efter redenomineringen var det kun sedler som blev udstedt.
| Økonomi | Spire Denne artikel om økonomi er en spire som bør udbygges. Du er velkommen til at hjælpe Wikipedia ved at udvide den. |